# Phytocoris pectinatus
Phytocoris pectinatus är en insektsart som beskrevs av Knight 1920. Phytocoris pectinatus ingår i släktet Phytocoris och familjen ängsskinnbaggar. Inga underarter finns listade i Catalogue of Life.